# Oxalis lomana
Oxalis lomana är en harsyreväxtart som beskrevs av Friedrich Ludwig Diels. Oxalis lomana ingår i släktet oxalisar, och familjen harsyreväxter. Inga underarter finns listade i Catalogue of Life.